# 若宮健嗣
若宮健嗣（1961年9月2日—）是一名日本政治人物，隸屬自由民主黨，現任眾議院議員（東京都第5區）、防衛副大臣兼内閣府副大臣。出身於東京都千代田區，先後就讀永田町小学校（現麹町小學校）、慶應義塾中等部、慶應義塾高等學校、慶應義塾大学商学部，其後擔任西武百貨高層堤清二的秘書。

## 荣誉

### 外国勋章奖章
- 意大利共和国功绩指挥官勋章（義大利語：Ordine al merito della Repubblica Italiana）（意大利，2018年12月27日公布[1]，2020年9月30日于东京颁发[2]）